# Wilrijk
Wilrijk (antigua ortografía: Wilrijck) es un distrito en la ciudad de Amberes en Flandes, Bélgica. Se separó como municipalidad en 1983 y en el año 2000 se convirtió en uno de los nueve distritos de la ciudad. 
La primera casa en esa localidad fue construida en el año 600 a. C. El pueblo fue mencionado por primera vez en una acta del año 1003 con el nombre de uuilrika. Probablemente el nombre del pueblo se deriva del nombre galo-romano Villariacum.
Cada cinco años se celebra el Festival de la cabra que atrae a muchos turistas, por lo que la municipalidad se conoce como el Pueblo de las cabras. La última celebración fue el 19 de septiembre de 2010.

## Personajes destacados
- Toby Alderweireld (n. 1989), futbolista.
- Victor Campenaerts (n. 1991), ciclista.
- Linda Mertens (n. 1978), cantante.